# Frankrijk op de Olympische Jeugdzomerspelen 2010
Frankrijk nam deel aan de Olympische Jeugdzomerspelen 2010 in Singapore, de eerste editie van de Olympische Jeugdspelen.

## Medailleoverzicht
| Sport       | Olympiër                                                    | Discipline                  | Medaille |
| ----------- | ----------------------------------------------------------- | --------------------------- | -------- |
| Atletiek    | Aurelie Chabouez                                            | 400 m horden (v)            | Goud     |
| Atletiek    | Alexia Sedykh                                               | hamerslingeren (v)          | Goud     |
| Boksen      | Tony Yoka                                                   | superzwaargewicht (+ 91 kg) | Goud     |
| Zwemmen     | Mehdy Metalla                                               | 100 m vrij (m)              | Goud     |
| Zwemmen     | Anna Santamans                                              | 50 m vrij (v)               | Goud     |
| Zwemmen     | Mathilde Cini                                               | 50 m rug (v)                | Goud     |
| Atletiek    | Sokhna Galle                                                | hink-stap-springen (v)      | Zilver   |
| Zwemmen     | Jordan Coelho Medhy Metella Ganesh Pedurand Thomas Rabeisen | 4x 100 m wissel (m)         | Zilver   |
| Handbal     | handbalteam                                                 | jongens                     | Brons    |
| Roeien      | Noemie Kober                                                | skiff (v)                   | Brons    |
| Taekwondo   | Samantha Silvestri                                          | tot 63 kg (v)               | Brons    |
| Taekwondo   | Faiza Taoussara                                             | boven 63 kg (v)             | Brons    |
| Tafeltennis | Simon Gauzy                                                 | enkelspel (m)               | Brons    |
| Zwemmen     | Anna Santamans                                              | 50 m vlinder (v)            | Brons    |
| Zwemmen     | Mathilde Cini Jordan Coelho Medhy Metella Anna Santamans    | 4x 100 m vrij gemengd team  | Brons    |

Afghanistan · Albanië · Algerije · Amerikaanse Maagdeneilanden · Amerikaans-Samoa · Andorra · Angola · Antigua en Barbuda · Argentinië · Armenië · Aruba · Australië · Azerbeidzjan · Bahama's · Bahrein · Bangladesh · Barbados · België · Belize · Benin · Bermuda · Bhutan · Bolivia · Bosnië en Herzegovina · Botswana · Brazilië · Britse Maagdeneilanden · Brunei · Bulgarije · Burkina Faso · Burundi · Cambodja · Canada · Centraal-Afrikaanse Republiek · Chili · China · Chinees Taipei · Colombia · Comoren · Congo-Brazzaville · Congo-Kinshasa · Cookeilanden · Costa Rica · Cuba · Cyprus · Denemarken · Djibouti · Dominica · Dominicaanse Republiek · Duitsland · Ecuador · Egypte · El Salvador · Equatoriaal-Guinea · Eritrea · Estland · Ethiopië · Fiji · Filipijnen · Finland · Frankrijk · Gabon · Gambia · Georgië · Ghana · Grenada · Griekenland · Groot-Brittannië · Guam · Guatemala · Guinee · Guinee‑Bissau · Guyana · Haïti · Honduras · Hongarije · Hongkong · Ierland · IJsland · India · Indonesië · Irak · Iran · Israël · Italië · Ivoorkust · Jamaica · Japan · Jemen · Jordanië · Kaaimaneilanden · Kaapverdië · Kameroen · Kazachstan · Kenia · Kirgizië · Kiribati · Koeweit · Kroatië · Laos · Lesotho · Letland · Libanon · Liberia · Libië · Liechtenstein · Litouwen · Luxemburg · Macedonië · Madagaskar · Malawi · Malediven · Maleisië · Mali · Malta · Marshalleilanden · Marokko · Mauritanië · Mauritius · Mexico · Micronesië · Moldavië · Monaco · Mongolië · Montenegro · Mozambique · Myanmar · Namibië · Nauru · Nederland · Nederlandse Antillen · Nepal · Nicaragua · Nieuw-Zeeland · Niger · Nigeria · Noord-Korea · Noorwegen · Oeganda · Oekraïne · Oezbekistan · Oman · Oostenrijk · Oost‑Timor · Pakistan · Palau · Palestina · Panama · Papoea-Nieuw-Guinea · Paraguay · Peru · Polen · Portugal · Puerto Rico · Qatar · Roemenië · Rusland · Rwanda · Saint Kitts en Nevis · Saint Lucia · Saint Vincent en Grenadines · Salomonseilanden · Samoa · San Marino · Sao Tomé en Principe · Saoedi-Arabië · Senegal · Servië · Seychellen · Sierra Leone · Singapore · Slovenië · Slowakije · Soedan · Somalië · Spanje · Sri Lanka · Suriname · Swaziland · Syrië · Tadzjikistan · Tanzania · Thailand · Togo · Tonga · Trinidad en Tobago · Tsjaad · Tsjechië · Tunesië · Turkije · Turkmenistan · Tuvalu · Uruguay · Vanuatu · Venezuela · Verenigde Arabische Emiraten · Verenigde Staten · Vietnam · Wit-Rusland · Zambia · Zimbabwe · Zuid-Afrika · Zuid-Korea · Zweden · Zwitserland